# Thomasbauernhof
Der Thomasbauernhof war ein denkmalgeschützter Bauernhof in Kinding.
Er wurde bereits 1504 als einer der größten des Orts erwähnt. Im Urkataster von 1836 wird der Hof als ein Wohnhaus mit Stall, Backofen, Stadel, Schweinestall und Hofraum, Gras- und Obstgarten beschrieben. Das denkmalgeschützte mit Kalkplatten gedeckte Jurahaus in der Kipfenberger Straße 5  wurde im Oktober 2010 von einem Investor, der das Haus vorgeblich sanieren wollte, ordnungswidrig abgebrochen.